# Улица Мгера Мкртчяна
Улица Мгера Мкртчяна (арм. Մհեր Մկրտչյան փողոց) — короткая (около 300 м) улица Еревана, в центральном районе Кентрон, от проспекта Тиграна Меца до улицы Мовсеса Хоренаци.
Названа в честь известного советского и армянского актёра театра и кино, Народного артиста СССР Мгера (Фрунзика) Мкртчяна (1930—1993).

## История
Первоначальное была частью улицы Анрапетутян, которая до революции называлась Губернская (Нахангаин), поскольку там находилась канцелярия губернского управления Эриванской губернии.
С установлением советской власти данная улица была переименована в честь основателя Советского государства в улицу Ленина, в 1950 году сменила название на улицу Алавердяна по имени основателя коммунистической партии Армении Степана Алавердяна (1888—1920).
Название Анрапетутян (в переводе на русский язык — улица Республики) используется с 1990 года, поскольку с балкона д. 37 Арам Манукян 28 мая 1918 года зачитал Декларацию государственной независимости Армении и провозгласил создание Республики Армения.
25 марта 2002 года улица, ранее часть улицы Анрапетутян, была переименована в память артиста.

## Достопримечательности
д. 5а — Министерство экономики Армении